# Michaela Geiger
Pour les articles homonymes, voir Geiger.
Michaela Geiger, née le 29 septembre 1943 à Oberammergau et morte le 30 décembre 1998 à Munich, est une femme politique allemande. Elle est membre de la CSU.

## Biographie

### Études, technicienne et vie conjugale
Après avoir quitté l'école en 1963, elle obtient un diplôme de technicienne télévision à Nuremberg. Elle travaille de 1964 à 1967 à la télévision bavaroise, à Munich. Jusqu'en 1980, elle est femme au foyer mais reste salariée dans l'entreprise de leur mari. Elle est divorcée et a un fils.

### Carrière politique
En 1971, elle est membre de l'Union chrétienne-sociale en Bavière (CSU). Elle appartient, à partir de 1975, au comité exécutif du district de Garmisch-Partenkirchen, et, en 1977, devient vice-présidente de groupe CSU de Haute-Bavière puis, en 1987, membre du conseil de la CSU. 

#### Députés
De 1978 à 1981, elle est conseillère municipale de Garmisch-Partenkirchen. De 1980 jusqu'à sa mort, elle est membre du Bundestag national, dirigeant le groupe chargé de politique étrangère de la CDU/CSU. Le 16 janvier 1997, elle est élue vice-présidente du Bundestag. Après les élections législatives de 1998, elle prend néanmoins sa retraite, quittant le poste le 26 octobre 1998. De novembre 1998 à sa mort, d'un cancer, le 30 décembre 1998, elle reste vice-présidente de la commission des affaires étrangères. 

#### Au gouvernement
Après les élections fédérales allemandes de 1990, elle est nommée le 24 janvier 1991 secrétaire parlementaire du ministre fédéral de la Coopération économique, par le chancelier Helmut Kohl, auprès du cabinet Kohl IV.

## Sources
- (de) Cet article est partiellement ou en totalité issu de l’article de Wikipédia en allemand intitulé « Michaela Geiger » (voir la liste des auteurs).